# Callanish Stones

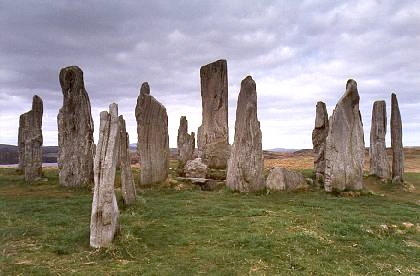
Kamenný kruh Callanish

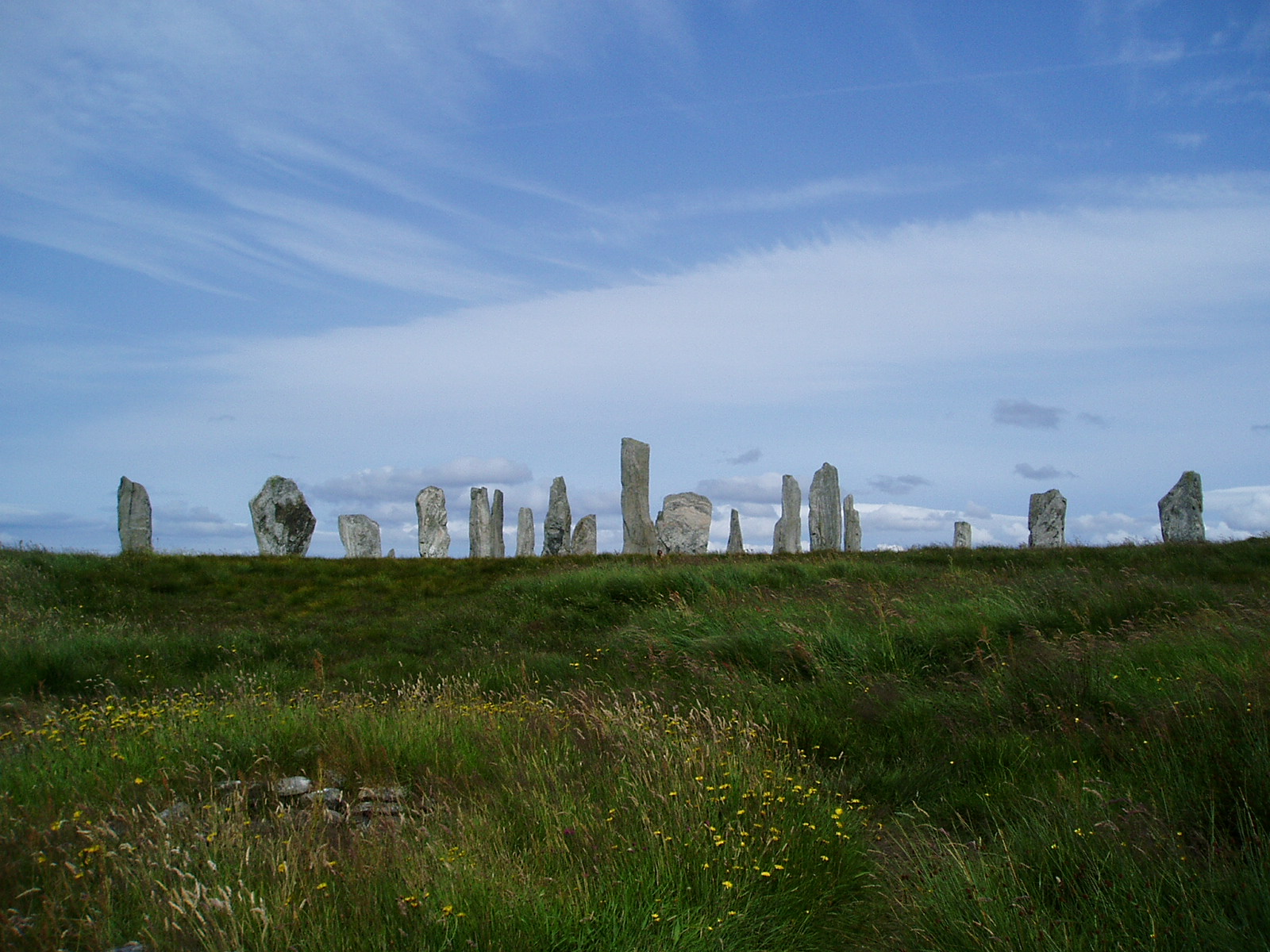
Vzdálený pohled na kamenný kruh, řady kamenů a severní část

Callanish Stones (nebo "Callanish I"), Clachan Chalanais nebo Tursachan Chalanais ve skotské gaelšině, se nachází blízko vesnice Callanish (v gaelštině: Calanais) na západním pobřeží ostrova Lewis ve Vnějších Hebridách.
Podle kamenného kruhu byla pojmenována nizozemská melodic death metalová kapela Callenish Circle.

## Výstavba a popis
Výstavba místa se uskutečnila mezi roky 2900 až 2600 př. n. l., ačkoliv zde pravděpodobně stály stavby před rokem 3000 př. n. l. Později zde byla postavena hrobka. Trosky z rozbořené hrobky naznačují, že místo bylo opuštěno mezi roky 2000 až 1700 př. n. l. Hlavních 13 kamenů tvoří kruh s průměrem okolo 13 m, s nejdelší řadou kamenů k severu a kratšími k východu, jihu a západu. Celkové rozložení připomíná pokřivený keltský kříž. Výška jednotlivých kamenů se liší od 1 m do 5 m, s průměrem 4 m.

## Interpretace
První písemná zmínka o kamenech pochází od místního rodáka Johna Morisona, který v roce 1680 napsal „obrovské kameny stojící v řadách … byly postaveny na místě pro uctívání“.
Nejvyšší kameny označují vstup do hrobky, kde byly objeveny lidské pozůstatky. Výkopové práce v letech 1980-1981 prokázaly, že pohřební komora byla postavena později a byla několikrát upravena. Nálezy keramiky naznačují vztyčení kamenného kruhu okolo roku 2200 př. n. l. Existují teorie, že kameny tvořily kalendářní systém založený na poloze Měsíce.
Kritici těchto teorií tvrdí, že tyto shody existují pouze náhodou. Navíc zvětrávání a možné přesuny kamenů za uplynulé tisíce let nedávají jistotu o původním postavení a vzhledu.